# Nagyszekeres
Nagyszekeres is een plaats (község) en gemeente in het Hongaarse comitaat Szabolcs-Szatmár-Bereg. Nagyszekeres telt 543 inwoners (2001).